# HTTP 403

Вигляд сторінки «Помилки 403».

HTTP 403 Forbidden (Заборонено, Помилка 403) — стандартний код статусу HTTP щодо обробки HTTP-сервером запита клієнта. Він відправляється сервером клієнтові та вказує, що сервер зрозумів запит, проте через внутрішні обмеження не виконає його. Цей код статусу може бути деталізований додатковими кодами, які вказують більш конкретні причини відмови в обробці HTTP-запиту клієнта.

## Опис
При використанні протоколу HTTP вебсервер зобов'язаний відповісти на запит на вебсторінку цифровим кодом і часто ще й текстовим повідомленням. В коді 403 перша цифра означає помилку клієнта, наприклад. Наступні дві цифри пояснюють природу помилки. Така поведінка HTTP аналогічна протоколам, що виникли раніше, наприклад FTP або NNTP.

Вигляд сторінки «Помилки 403» зі зрозумілим поясненням.

В протоколі HTTP за кодом 403 слідує зрозуміле для людини «пояснення». Специфікація HTTP рекомендує слово «Forbidden» й вебсервери часто генерують вебсторінку, на якій відображається як код 403 так і слово «Forbidden».
На відміну від коду статусу HTTP 401, який повертається у випадках коли клієнт не пройшов авторизацію, HTTP 403 повертаться у всіх інших випадках в яких відмова від доступу до ресурсу не пов'язана із авторизацією.

## Додаткові коди IIS
Нижче наведено додаткові коди статусів, які може повертати вебсервер Microsoft IIS, але офіційно не затверджено IANA.
- 403.1 — заборонено виконання скриптів.
- 403.2 — доступ для читання заборонено.
- 403.3 — запис заборонено.
- 403.4 — доступ по SSL обов'язково
- 403.5 — потрібно SSL 128.
- 403.6 — IP-адреса відхилена.
- 403.7 — потрібен сертифікат клієнта.
- 403.8 — доступ до сайту заборонено.
- 403.9 — забагато користувачів.
- 403.10 — некоректна конфігурація.
- 403.11 — зміна пароля.
- 403.12 — Mapper відмовлено у доступі.
- 403.13 — сертифікат клієнта відкликано.
- 403.14 — отримання переліку файлів з каталогу заборонено.
- 403.15 — ліцензії на доступ до клієнтського доступу перевищено.
- 403.16 — сертифікат клієнта не можливо перевірити або сертифікат недійсний.
- 403.17 — сертифікат клієнта закінчився або ще не дійсний.
- 403.18 — неможливо виконати запит з цього пулу програм.
- 403.19 — неможливо виконати CGI для клієнта в цьому пулі програм.
- 403.20 — не вдалося ввести паспорт.
- 403.21 — вихідний доступ відхилено.
- 403.22 — відмова від нескінченної глибини.
- 403.502 — забагато запитів з однієї й тієї ж IP-адреси; застосовано динамічне обмеження доступу до ресурсу за IP-адресою користувача.